# Wanda Gattino
Wanda Gattino (egentligen Nestor Gattino) född den 6 november 1969 i La Falda, är en serieskapare från Argentina, sedan 2002 boende i Spanien. Gattino är huvudsakligen känd för sina disneyserier. Under första hälften av 1990-talet jobbade han inom Jaime Diaz' tecknarstudio och kom där att arbeta som tecknare serier med figurer från, förutom Disney, även Warner Bros' och Hanna-Barbera Productionss produktioner.
Vid mitten av 1990-talet lämnade han Jaime Diaz för att börja arbeta åt den danska serieproducenten Egmont Creative i Köpenhamn, genom vilket han blev känd för den svenska publiken. Gattino var tidigare elev och hos Daniel Branca, vars tecknarstil delvis återfinns hos Gattino.
Gattinos första serie för Egmont blev Kungen och slöfocken - som också blev den första av hans serier som kom att publiceras på svenska, i Kalle Anka & C:o nummer 9/1999 - med manus av danskan Hanne Guldberg Mikkelsen. Sedan dess har han kommit att teckna upp manus från de flesta av Egmonts manusförfattare, samt även skrivit ett par manus på egen hand.